# 小四须鲃
小四须鲃（学名：Barbodes parva）为鲤科四须鲃属的鱼类。在中国，分布于澜沧江下游等。该物种的模式产地在云南景洪。

## 扩展阅读
維基物種上的相關：小四须鲃